# Mona M. – Mit den Waffen einer Frau
Mona M. – Mit den Waffen einer Frau ist eine 14-teilige Justizfernsehserie des ZDF von Gunter Friedrich und Franz Josef Gottlieb mit Simone Thomalla als Staatsanwältin in der Titelrolle aus dem Jahr 1996.

## Episodenliste
| Nr. | Episodentitel               | Erstausstrahlung |
| --- | --------------------------- | ---------------- |
| 1   | Der letzte Zeuge schweigt   | 15. Januar 1996  |
| 2   | Die Quelle                  | 17. Januar 1996  |
| 3   | So nicht, Frau Staatsanwalt | 24. Januar 1996  |
| 4   | Gift                        | 31. Januar 1996  |
| 5   | Rache für Roberto           | 7. Februar 1996  |
| 6   | Die verlorenen Eltern       | 14. Februar 1996 |
| 7   | Jede Karte ein As           | 21. Februar 1996 |
| 8   | Heiße Wäsche                | 28. Februar 1996 |
| 9   | Um Kopf und Kragen          | 13. März 1996    |
| 10  | Hasenjagd                   | 20. März 1996    |
| 11  | Unter Verdacht              | 27. März 1996    |
| 12  | Was für ein Tag             | 3. April 1996    |
| 13  | Todesfalle                  | 10. April 1996   |
| 14  | Falsche Fuffziger           | 17. April 1996   |